# Laguna Ijá
A  Laguna Ijá  é um lago localizado na Guatemala, cuja cota de altitude se encontra nos 140 m acima do nível do mar. Localiza-se no departamento de El Petén, no município de Flores.